# Porotrichum cavifolium
Porotrichum cavifolium là một loài rêu trong họ Neckeraceae. Loài này được Broth. mô tả khoa học đầu tiên năm 1917.